# Grad Kaunas
Grad Kaunas je srednjeveški grad v Kaunasu, drugem največjem mestu v Litvi. Arheološki dokazi kažejo, da je bil prvotno zgrajen sredi 14. stoletja v gotskem slogu. Mesto je strateško - vzpon na bregovih reke Nemen v bližini sotočja z reko Neris. Na začetku 21. stoletja še vedno stoji približno tretjina gradu.

## Zgodovina
Natančen datum gradnje prvega gradu v Kaunasu ni znan. Arheološki podatki kažejo, da je bil sredi 14. stoletja na tem mestu zgrajen kamniti grad. Stoji na povišanem bregu v bližini rečnega sotočja, približno 100 kilometrov od glavnega mesta Vilna in je služil  kot strateška postojanka in varoval bližnja mesta ter trgovske poti.
V pisnem poročilu piše, da je veliki mojster tevtonskih vitezov Winrich von Kniprode leta 1361 izdal ukaz za zbiranje informacij o gradu, zlasti o debelini njegovih zidov, kot priprava na napad na grad. Marca in aprila 1362 je grad oblegal Tevtonski red. Med tem napadom so tevtonski vitezi zgradili oblegovalni stolp in postavili stroje za prodiranje v obzidje; lahko je bilo uporabljeno primitivno strelno orožje, saj se je v Evropi pojavljala tehnologija smodnika. Takrat so bili grajski zidovi visoki več kot 11 metrov, če se upoštevajo njegove strelne galerije. Po besedah Wiganda iz Marburga je grajsko posadko sestavljalo približno 400 litovskih vojakov, ki jim je poveljeval Vaidotas, sin vojvode Kęstutisa. Po treh tednih so vitezi uspeli prebiti obzidje gradu in kmalu zatem je bil grad zavzet. Na velikonočno nedeljo leta 1362 so vitezi na gradu darovali mašo v spomin na svojo zmago.
Očitno je od 400 vojakov obrambnih sil gradu preživelo le 36. Vprašanja ostajajo v zvezi s pomanjkanjem podpore branilcev gradu od zunaj med obleganjem. V vsakem primeru ga je Kęstutis kmalu spet pridobil in zgradil grad Kaunas, vendar je dolga leta ostal med sporom med Litovci in tevtonskimi vitezi. Leta 1384 so tevtonski vitezi ponovno zavzeli grad. V tem času je veliki mojster Konrad Zöllner von Rotenstein začel obnovo gradu in ga preimenoval v Marienwerder. Prisotnost vitezov v Kaunasu je pomenila, da je bil ogrožen celoten obrambni sistem gradov ob Nemenu. V tem položaju so Litovci kasneje istega leta napadli grad.
Zdi se verjetno, da so Litovci v bližini Vilne zbrali vojsko kot strateški manever, saj bi Litovci lahko uporabili spodnji tok reke Neris za prevoz topništva in vojaškega blaga iz Vilne; vitezi so bili prisiljeni uporabljati kopenski ali gorvodni prevoz. Med napadom leta 1384 so Litovci namestili topove in triboke; oblegani tevtonski vitezi so v grad namestili tudi topove, ki so očitno uničili triboke Litovcev. Kljub temu so grad ponovno prevzeli Litovci.
Po letu 1398 tevtonski vitezi niso mogli več osvojiti gradu. Po bitki pri Grunwaldu je grad Kaunas izgubil strateški vojaški pomen in je bil uporabljen kot rezidenca. Grad je služil upravnim namenom po smrti Vitolda Velikega. Sigismund II. Avgust je ta grad leta 1549 dal svoji ženi Barbari Radziwill. V 16. stoletju je bil grad okrepljen in prilagojen novim obrambnim namenom z gradnjo topniškega bastijona v bližini okroglega stolpa. Premer bastijona je bil približno 40 metrov, višina zidov bastijona pa približno 12 metrov; zid je deloval v povezavi z obrambnim jarkom. Na dnu bastijona je bila nameščena strelska galerija, ki je bila povezana s stolpom.
Leta 1601 sta bila na gradu Kaunas sodišče in arhiv. Nekaj časa leta 1611 je del gradu poplavila reka Neris.
Zaradi njegove priročne lege ga je švedska vojska uporabljala med vojno s Poljsko-litovsko zvezno državo, nato pa so njene vojaške funkcije prenehale. Sredi 17. stoletja so bili veliki deli gradu spet poplavljeni. Grad je bil v 18. stoletju uporabljen kot zapor; kasneje je ruska uprava dovolila gradnjo hiš na območju gradu, kar je povzročilo znatno škodo na samem gradu.
Mesto Kaunas in ta grad sta bila omenjena v znameniti litovski pesmi Konrad Wallenrod (1828) poljskega pesnika  Adama Mickiewicza, ki ga je postavil v Veliko litovsko kneževino 14. stoletja.
Mnogo let pozneje je bil grad Kaunas opuščen. V 1960-ih je bil okrogel stolp odprt kot muzej, vendar je bil zaradi strukturnega poslabšanja stolpa muzej prenesen drugam.

## Zaščita gradu
Zaščita gradu se je začela leta 1930; bližnje hiše so bile porušene, ozemlje pa so pregledali arheologi. Nadaljnja prizadevanja za ohranitev gradu so bila opravljena v 1950-ih. V tem času so okrogli stolp nekoliko popravili; kasneje je bil strelski bastijon izkopan izpod več prekrivnih plasti. Izkopani bastijon je bil v zelo dobrem stanju. Kot del zaščite je bila tam postavljena začasna kritina, pa tudi preostali stolpi in stene. Preostali deli okroglega stolpa niso bili obnovljeni v prvotni višini, prav tako tudi grajsko obzidje; večji del so le preostali temelji zidov.
Na gradu Kaunas so se nadaljevala arheološka izkopavanja, ki so jih prekinila obdobja neaktivnosti. Dokazi, zbrani iz teh arheoloških del, kažejo, da je konfiguracija gradu, razen bastijona, ostala v obliki, kakršna je bila med obnovo leta 1376.

## Danes
Glavna obnovitvena dela so se začela leta 2010 in končala leta 2011. Leta 2011 je bila na gradu Kaunas ustanovljena podružnica Mestnega muzeja Kaunas. Grad je odprt za turizem in gosti občasne festivale. Nova skulptura Svobodni bojevnik (ali Vytis) je bila postavljena v bližini gradu 14. julija 2018. Svobodni bojevnik je visok skoraj sedem metrov in je bil ulit v Ukrajini. Bronasti jezdec s konjem je bil postavljen na granitnem podstavku. Avtorji skulpture so Litovev A. Sakalauskas in Ukrajinca Boris Krylov in Olesius Sidoruk. Leta 2019 je mestni muzej Kaunas z gradom postal novi član združenja gradov in muzejev okoli Baltskega morja.